# 孟霦
孟霦（1501年—？），字孔章，别号味泉，山西澤州人，民籍，明朝政治人物。

## 生平
嘉靖四年（1525年）乙酉科山西鄉試第三名舉人。嘉靖八年（1529年）中式己丑科會試第七名，登第三甲第八十名進士。授河南開封府封丘縣知縣，历任陕西寧夏督粮道僉事、山東布政使司參議。

## 家族
曾祖孟瑋；祖父孟鎬，曾任義官；父孟漢，曾任義官。前母趙氏；母韓氏。弟孟雷，同科進士。